# Prancha (náutica)
Fazer (a) prancha ou  escorar  é em náutica o termo que exprime a acção  de se compensar a força dinâmica que o vento exerce sobre as velas para equilibrar a embarcação, fazendo contrapeso. Para tal é necessário mudando-se de posição dentro da embarcação para reduzir o adernamento. 

## Razão
Num veleiro ligeiro quando o verto se torna mais forte, e devido à falta de um patilhão pesado como nos veleiros de cruzeiro, é preciso compensar a força que o vento exerce sobre as velas fazendo a prancha, que consiste em se inclinar para fora do bordo uma vez que se tem os pés presos nas cintas, correias, fixas no fundo do barco.
Tanto  o o leme como o proa podem regular as cintas em função do vento, ao seu próprio tamanho e  peso, para ajudar a estabilizar a embarcação e  limitar o adernamento .

## Trapézio

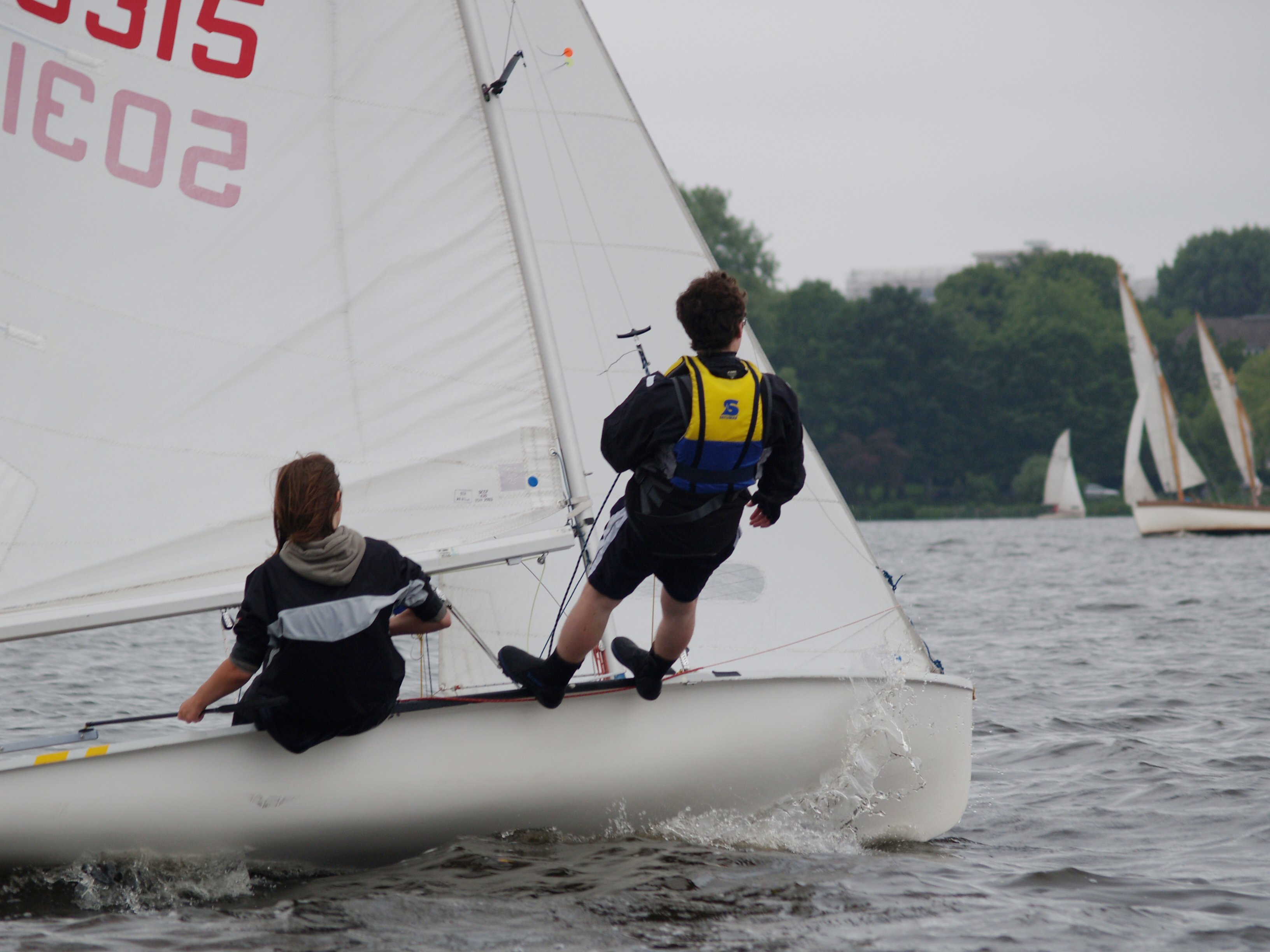
O leme faz a prancha e o proa está ao trapézio

Quando o vento continua a aumentar a prancha pode não ser suficiente e então  o proa saí ao trapézio para compensar ainda mais a adernamento. Ele que está equipado com um arnês, engancha um cabo destinado a esse fim que está preso a meio-mastro e pode sair com os pés na borda do veleiro (imagem). A regulação do cabo pode permitir-lhe ficar paralelo ao nível da água aumentando ainda mais o braço de força e logo diminuindo ao máximo a adernamento . Diz-se que esta ao trapézio.
De notar que a acção do proa é bastante cansativa pois ele está constantemente a entrar, a sair, mais, ou menos, inclinando-se, mais, ou menos, em função das vagas, e do vento. Por outro lado  precisa antecipar os movimentos pois se se prepara para sair quando sentir uma rajada de vento ... já é demasiado tarde!

## Cruzeiro

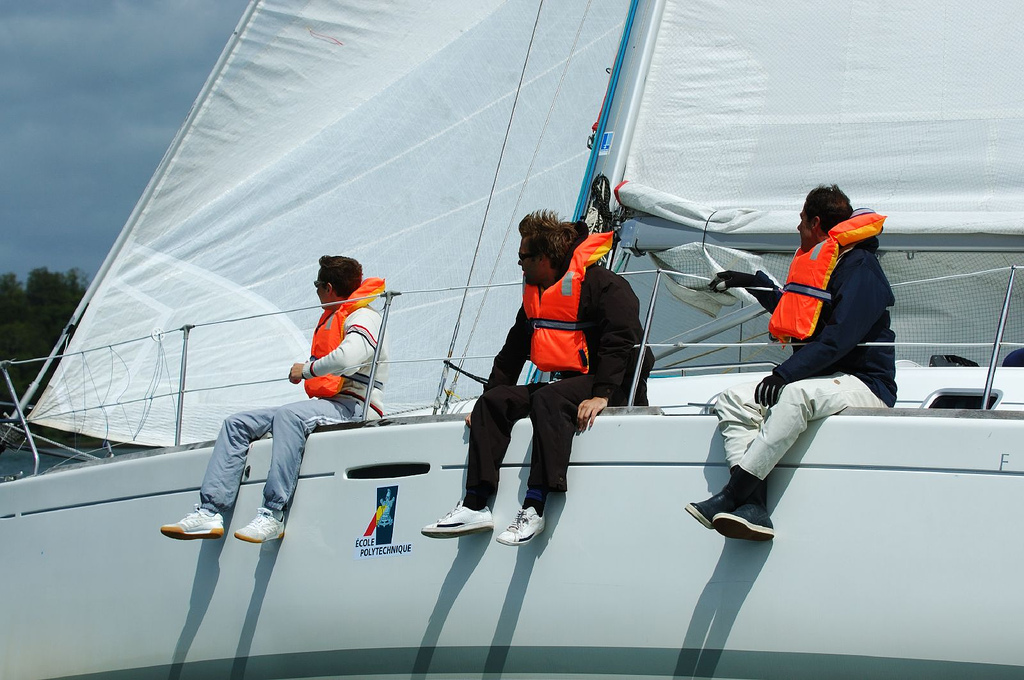
Contrapeso num cruzeiro

Nos veleiros tipo cruzeiro, e pelo facto do patilhão servir também para isso, associado ao peso natural destes veleiros a equipagem limita-se a sentar-se no bordo fazendo contrapeso (imagem). 

## Planar
O termo planar ou surfar é empregue no iatismo para descrever o facto de se acompanhar o movimento de uma onda quando um veleiro navegando popa rasada vai à mesma velocidade que a vaga e desliza na crista dela tal como o faria um sufista com a sua prancha. Esse movimento está ligado ao perfil da carena, ao atrito com água, à regulação do velame e à mareação  - .
Esta é uma das situações em que o proa saí ao trapézio.

## Expressões
- sair ao trapézio.
- ir ao trapézio, e não fazer trapézio, porque a vela não é um circo.